# Пехота, Оскар
Оскар Пехота (пол. Oskar Piechota; род. 24 января 1990, Гданьск) — польский боец смешанного стиля, представитель средней весовой категории. Выступает на профессиональном уровне начиная с 2011 года, известен по участию в турнирах бойцовской организации UFC, бывший чемпион Cage Warriors в среднем весе.

## Биография
Оскар Пехота родился 24 января 1990 года в городе Гданьске Поморского воеводства, Польша.
С юных лет практиковал бразильское джиу-джитсу, в конечном счёте удостоился в данной дисциплине чёрного пояса, получив его из рук Роберта Дрисдейла. В возрасте 21 года перешёл в ММА.

### Начало профессиональной карьеры
Дебютировал в смешанных единоборствах на профессиональном уровне в марте 2011 года, выиграв у своего соперника сдачей в первом же раунде. Дрался в небольших промоушенах преимущественно на территории Польши, из большинства боёв выходил победителем, лишь в одном из его поединков была зафиксирована ничья.
В июне 2017 года выступил на турнире британского промоушена Cage Warriors, выиграл бой техническим нокаутом и завоевал вакантный титул чемпиона в средней весовой категории.

### Ultimate Fighting Championship
Имея в послужном списке десять побед без единого поражения, Пехота привлёк к себе внимание крупнейшей бойцовской организации Ultimate Fighting Championship и подписал с ней долгосрочный контракт. Дебютировал в октагоне UFC в октябре 2017 года, на домашнем турнире в Гданьске единогласным решением судей выиграл у Джонатана Уилсона.
В феврале 2018 года встретился с Тимом Уильямсом, отправил его в нокаут в первом же раунде.
В июле 2018 года вышел в клетку против Джеральда Миршерта, во втором раунде попался в удушающий приём сзади и проиграл технической сдачей, потерпев тем самым первое в карьере поражение.
В августе 2019 года уступил сдачей Родолфу Виейре, тот во втором раунде успешно применил «ручной треугольник».

## Статистика в профессиональном ММА
| Боёв 16  | Побед 11 | Поражений 4 |
| -------- | -------- | ----------- |
| Нокаутом | 5        | 2           |
| Сдачей   | 5        | 2           |
| Решением | 1        | 0           |
| Ничьи    | 1        | 1           |

| Результат | Рекорд | Соперник          | Способ                             | Турнир                                      | Дата            | Раунд | Время | Место               | Примечание                                            |
| --------- | ------ | ----------------- | ---------------------------------- | ------------------------------------------- | --------------- | ----- | ----- | ------------------- | ----------------------------------------------------- |
| Поражение | 11-4-1 | Марк-Андре Баррио | TKO (удары руками)                 | UFC on ESPN: Blaydes vs. Volkov             | 20 июня 2020    | 2     | 4:50  | Лас-Вегас, США      |                                                       |
| Поражение | 11-3-1 | Пунахили Сориано  | KO (удары руками)                  | UFC 245                                     | 14 декабря 2019 | 1     | 3:17  | Лас-Вегас, США      |                                                       |
| Поражение | 11-2-1 | Родолфу Виейра    | Сдача (треугольник руками)         | UFC Fight Night: Shevchenko vs. Carmouche 2 | 10 августа 2019 | 2     | 4:26  | Монтевидео, Уругвай |                                                       |
| Поражение | 11-1-1 | Джеральд Миршерт  | Техническая сдача (удушение сзади) | The Ultimate Fighter: Undefeated Finale     | 6 июля 2018     | 2     | 4:55  | Лас-Вегас, США      |                                                       |
| Победа    | 11-0-1 | Тим Уильямс       | KO (удары руками)                  | UFC Fight Night: Cowboy vs. Medeiros        | 18 февраля 2018 | 1     | 1:54  | Остин, США          |                                                       |
| Победа    | 10-0-1 | Джонатан Уилсон   | Единогласное решение               | UFC Fight Night: Cerrone vs. Till           | 21 октября 2017 | 3     | 5:00  | Гданьск, Польша     |                                                       |
| Победа    | 9-0-1  | Джейсон Рэдклифф  | TKO (удары руками)                 | Cage Warriors 85                            | 24 июня 2017    | 1     | 0:32  | Борнмут, Англия     | Выиграл вакантный титул чемпиона CWFC в среднем весе. |
| Победа    | 8-0-1  | Сержиу Соуза      | KO (ногой в голову)                | Spartan Fight 7                             | 1 апреля 2017   | 1     | 0:37  | Хожув, Польша       | Бой в промежуточном весе 86,2 кг.                     |
| Победа    | 7-0-1  | Никос Соколис     | Сдача (треугольник руками)         | Spartan Fight 6                             | 17 декабря 2017 | 2     | 2:47  | Плоцк, Польша       |                                                       |
| Победа    | 6-0-1  | Крейг Уайт        | Сдача (японский галстук)           | Time of Masters 1                           | 17 января 2015  | 1     | 1:17  | Сопот, Польша       |                                                       |
| Победа    | 5-0-1  | Маттиа Скиаволин  | TKO (удары руками)                 | Pro MMA Challenge: Just Fight!              | 27 июня 20 114  | 2     | 3:23  | Люблин, Польша      |                                                       |
| Победа    | 4-0-1  | Садибу Сай        | Сдача (треугольник)                | International Ring Fight Arena 6            | 5 апреля 2014   | 2     | N/A   | Стокгольм, Швеция   |                                                       |
| Ничья     | 3-0-1  | Рафал Харатык     | Раздельное решение                 | No Contest 1                                | 9 ноября 2013   | 3     | 5:00  | Квидзын, Польша     |                                                       |
| Победа    | 3-0    | Ливио Викториано  | KO (удар рукой)                    | MMA Attack 3                                | 27 апреля 2013  | 2     | 1:50  | Катовице, Польша    | Нокаут вечера.                                        |
| Победа    | 2-0    | Михал Тарабанька  | Сдача (гильотина)                  | Battle in the Cage: Young Blood             | 9 ноября 2012   | 1     | 0:40  | Слупск, Польша      |                                                       |
| Победа    | 1-0    | Патрик Каня       | Сдача (треугольник)                | Ring XF 3: Podwójne Uderzenie               | 5 марта 2011    | 1     | 0:56  | Згеж, Польша        | Дебют в среднем весе.                                 |